# One Size Fits All
One Size Fits All — студийный альбом Фрэнка Заппы и группы The Mothers of Invention. Квадрофоническая версия альбома, готовившаяся к выходу, издана не была. Также это девятый и последний студийный альбом группы The Mothers.

## Об альбоме
В записи One Size Fits All принял участие один из последних составов группы The Mothers of Invention, состоящий из Наполеона Мерфи Брока, Джорджа Дюка, Честера Томпсона, Рут Андервуд и Тома Фаулера. До 1976 года Заппа продолжал использовать название «The Mothers of Invention», после чего все свои последующие коллективы стал именовать просто — Zappa, и выпускать альбомы под своим именем, но продолжал в последующие годы гастролировать и записываться, вместе с бывшими участниками The Mothers of Invention.
One Size Fits All содержит одну из самых сложных и известных композиций Заппы, «Inca Roads». Приглашённый музыкант Джонни «Гитара» Уотсон спел вокальные партии в треках «San Berdino» и «Andy».
Альбом занял 18-е место в списке «50 величайших прог-рок-альбомов всех времён» журнала Rolling Stone.

### Релизы
Ранние копии винила были выпущены под каталожным номером «BS 2879», поскольку первоначально One Size Fits All планировалось выпустить на лейбле Warner Bros. Records. В конечном итоге альбом был выпущен на лейбле DiscReet Records под номером «DS 2216».
В 1988 году альбом был выпущен на CD лейблом Rykodisc, а в 2012 году был переиздан лейблами Universal Music Group и Zappa Records.

## Список композиций
Автор всех песен Фрэнк Заппа.
| №  | Название                | Длительность |
| -- | ----------------------- | ------------ |
| 1. | «Inca Roads»            | 8:45         |
| 2. | «Can’t Afford No Shoes» | 2:38         |
| 3. | «Sofa No. 1»            | 2:39         |
| 4. | «Po-Jama People»        | 7:39         |

| №  | Название                 | Длительность |
| -- | ------------------------ | ------------ |
| 5. | «Florentine Pogen»       | 5:27         |
| 6. | «Evelyn, a Modified Dog» | 1:04         |
| 7. | «San Ber’dino»           | 5:57         |
| 8. | «Andy»                   | 6:04         |
| 9. | «Sofa No. 2»             | 2:42         |

## Над альбомом работали
| Музыканты: - Фрэнк Заппа — ведущий вокал (в песнях 4, 6, 9), гитара, бэк-вокал - Джордж Дюк — клавишные, ведущий вокал (в песнях 1, 8, 9), бэк-вокал, синтезатор - Рут Андервуд — маримба, вибрафон, перкуссия - Джонни «Гитара» Уотсон — ведущий вокал в треках «San Berdino» и «Andy» - Джеймс «Птичьи Ноги» Йоман — бас-гитара (в песне 2) - Честер Томпсон — ударные, звуковые эффекты, голоса - Том Фаулер — бас-гитара (все песни, кроме 2) - Капитан Бифхарт — гармоника (в песне 7) - Наполеон Мерфи Брок — тенор-саксофон, ведущий вокал (в песнях 5, 8), бэк-вокал, флейта | Технический персонал: - Керри Макнабб — звукоинженер, ремиксы - Кал Шенкель — дизайнер, иллюстратор - Майк Ди Стоун — звукоинженер - Майкл Браунштейн — звукоинженер - Unity (Юнити) — ассистент звукоинженера - Дик Барбер — aссистент звукоинженера, ассистент - Гари O. — звукоинженер - Ференц Добронил — дизайнер - Джей. Е. Тулли — дизайнер - Кой Фетчерстоун — ассистент звукоинженера - Пол Хоф — ассистент звукоинженера, ассистент - Матти Лайпио — голоса, ассистент звукоинженера - Билл Ромеро — голоса, ассистент звукоинженера - Ричард «Тэкс» Эйбл — ассистент звукоинженера, ассистент - Jukka (Джукка) — звукоинженер |

## Позиции в хит-парадах
Еженедельные чарты:
| Год  | Хит-парад                           | Высшая позиция | Пребывание в чарте |
| ---- | ----------------------------------- | -------------- | ------------------ |
| 1975 | Австралия (Kent Music Report)       | 81             | нет данных         |
| 1975 | Норвегия (VG-lista)                 | 5              | 11 недель          |
| 1975 | США (Billboard Top LPs & Tape)      | 26             | 12 недель          |
| 1975 | Финляндия (Suomen virallinen lista) | 21             | 7 недель           |
|      |                                     |                |                    |
| 2016 | Франция (SNEP)                      | 200            | 1 неделя           |